# Ритов Андрій Герасимович
Андрій Герасимович Ритов (7 серпня 1907, село Хрущово Рязанської губернії, тепер Старожиловського району Рязанської області, Російська Федерація — 6 червня 1967, місто Москва, тепер Російська Федерація) — радянський військовий діяч, політпрацівник, генерал-полковник авіації (9.05.1961). Депутат Верховної ради РРФСР 6—7-го скликань.

## Життєпис
Народився в селянській родині. У 1925 році закінчив школу селянської молоді. Працював у місцевих комсомольських, а потім партійних органах Рязанської губернії.
Член ВКП(б) з 1929 року.
З 1929 року — в Червоній армії, курсант полкової школи. Служив на військово-політичній роботі — відповідальний секретар партійного бюро полку, політрук кулеметної роти 86-го Червонопрапорного стрілецького полку 29-ї стрілецької дивізії, інструктор політичного відділу  29-ї стрілецької дивізії.
Потім був переведений до Військово-повітяних сил (ВПС) РСЧА. У 1937—1938 роках брав участь в громадянській війні в Китаї: військовий комісар групи радянських льотчиків.
З 1939 до 1940 року — комісар 14-ї авіаційної бригади в Ленінградському військовому окрузі (місто  Псков). Під час радянсько-фінської війни служив військовим комісаром ВПС 8-ї армії. У липні 1940 — липні 1941 року — військовий комісар 6-ї змішаної авіаційної дивізії Особливого Прибалтійського військового округу (управління дивізії — місто Рига).
Учасник німецько-радянської війни. Влітку 1941 року брав участь у Прибалтійській оборонній операції. З серпня 1941 року — військовий комісар ВПС 11-ї армії Північно-Західного фронту. У листопаді 1941 призначений на посаду військового комісара ВПС 57-ї окремої армії, яка на той час формувалася в Сталінградському військовому окрузі. У січні 1942 року армія була передана на Південний фронт і брала участь у Барвінково-Лозовській наступальній операції. З березня 1942 року — військовий комісар 3-ї ударної авіаційної групи Резерву Верховного Головнокомандування, що брала участь у Харківській битві. У червні 1942 року 3-я ударна авіаційна група перетворена на 244-у бомбардувальну авіаційну дивізію 2-ї повітряної армії, в якій Ритов продовжив службу також на посаді комісара. Дивізія брала участь у Воронезько-Ворошиловградській оборонній операції. З жовтня 1942 року — начальник політичного відділу 3-го бомбардувального авіаційного корпусу, який почав формування в місті Ярославлі, а в січні 1943 року був переданий на Брянський фронт. Брав участь у Курській битві, Гомельсько-Річицькій, Калинковицько-Мозирській операціях. З 3 березня 1944 і до 1945 року — заступник командувача 8-ї повітряної армії із політичної частини. На цій посаді брав участь у Кримській, Львівсько-Сандомирській, Східно-Карпатській та Празькій наступальних операціях. Воював на Півнчно-Західному, Південному, Південно-Західному, Воронезькому, Брянському, Центральному, 1-му Білоруському, 1-му та 4-му Українськихх фронтах.
Після війни продовжив службу на найвищих військово-політичних посадах у ВПС СРСР. Закінчив Академію Генерального штабу імені Ворошилова. У 1950—1952 роках — член Військової ради військ Протиповітряної оборони (ППО) СРСР.
У 1955—1967 роках — начальник управління політичних органів ВПС Головного політичного управління Радянської армії та Військово-морського флоту — член Військової ради Військово-повітяних сил (ВПС) СРСР.
Помер 6 червня 1967 року після тривалої важкої хвороби в Москві. Похований на Новодівичому цвинтарі Москви.

## Військові звання
- батальйонний комісар (1938)
- полковий комісар (.06.1941)
- бригадний комісар (8.10.1941)
- полковник (20.11.1942)
- генерал-майор авіації (16.05.1944)
- генерал-лейтенант авіації (26.11.1956)
- генерал-полковник авіації (9.05.1961)

## Нагороди та відзнаки
- орден Леніна (5.11.1954)
- три ордени Червоного Прапора (14.11.1938, 19.05.1940, 15.11.1950)
- орден Суворова ІІ ст. (23.05.1945)
- орден Богдана Хмельницького І ст. (25.08.1944)
- орден Богдана Хмельницького ІІ ст. (16.05.1944)
- орден Вітчизняної війни І ст. (29.07.1943)
- два ордени Червоної Зірки (8.03.1938, 3.11.1944)
- Хрест Грюнвальда II ст. (Польща) (1946)
- Орден Білого лева «За перемогу» I ст. (Чехословаччина) (1946)
- Чехословацький воєнний хрест 1939 (Чехословаччина) (1945)
- медаль «За хоробрість» (Чехословаччина) (1946)
- Дукельськая пам'ятна медаль (Чехословаччина) (1946)
- медаль «20 років Словацькому Національному Повстанню» (Чехословаччина) (1964)
- медаль «Перемоги і Свободи» (Польща) (1946)
- медаль «Китайсько-радянська дружба» (КНР)
- медалі